# Édouard de Castelnau
Noël Marie Joseph Édouard, Vicomte de Curières de Castelnau (Saint-Affrique (Aveyron), 1851. december 24. – Montastruc-la-Conseillère (Haute-Garonne), 1944. március 19.) francia katonatiszt, első világháborús tábornok, a francia hadászatot nagymértékben meghatározó „attaque à outrance” elmélet kidolgozója.

## Élete
Régi, nemesi katonacsaládba született, számos felmenője szolgált a hadseregben I. Napóleon és III. Napóleon alatt. katolikus vallása miatt a le Capucin Botté („csizmás kapucinus”) gúnynevet kapta. A francia forradalom utáni légkörben, amikor az egyház és az állam merev szétválasztását támogatta a politikai elit, Castelnau vallásossága akadály volt a legnagyobb katonai rang, a Franciaország marsallja cím előtt.
1870-ben végezte el a Saint-Cyr katonai akadémiát és még abban az évben harcolt az 1870–1871-es porosz–francia háborúban. A következő negyven évben folyamatosan halad előre a ranglétrán, harcoló csapatok parancsnokaként és vezérkari tisztként. Később a vezérkari munka egyik szakértőjeként tartották számon. A francia hadsereg vezérkarából 1900-ban eltávolították, mivel a Dreyfus-ügy néven ismertté vált kémkedési botrány során Dreyfus-ellenes kijelentéseket tett. Ekkor áthelyezték egy nancyi gyalogsági alakulathoz, a II. francia hadsereghez, amellyel az első világháború során számos ütközetet vívott.
1911 és 1914 között Joseph Joffre francia főparancsnok vezérkari főnökének helyettese volt és részt vett a francia XVII. terv kidolgozásában, amely Elzász és Lotaringia visszafoglalását, valamint Németország egy részének elfoglalását tűzte ki célul. A terv kidolgozói, köztük Castelnau is azt hitte, hogy Németország nem lesz képes elegendő embert mozgósítani ahhoz, hogy Belgiumon keresztül lerohanja Franciaországot és még ezt a két tartományt is meg tudja védeni.
Bár a terv végrehajtása majdnem teljes kudarcba fulladt az 1914. augusztusi határháború során, amikor Castelnau irányítása alatt a II. hadsereg megindította támadását a morhange-i német állások ellen (a lotaringiai csata 1914. augusztus 14. – szeptember 7. között). A támadás megindítása után nem sokkal Castelnau azt az utasítást kapta, hogy két irányba folytassa az előrenyomulást: délre, hogy fenntartsa a frontot az I. francia hadsereggel, és ezzel egyidőben északra, hogy megakadályozza a németeket a III. és a IV. francia hadseregeket megtámadásában (ardenneki csata, 1914. augusztus 20–25.).
A németek a francia támadás elől lassan és szervezetten visszavonultak egészen augusztus 20-ig, amikor megindították váratlan erejű ellentámadásukat. Egynapi heves küzdelem után (amikor Castelnau egyik fia elesett a Morhange körüli csatákban) a franciák visszavonultak, Castelnau végül Nancy környékén, illetve a Meurthe folyó mentén volt képes megszervezni a francia csapatok állásait. Castelnaut nagyon letörte a visszavonulás és fiának elvesztése. Elkeseredésében akár Nancy feladását is hajlandó lett volna elfogadni, hogy fenntarthassa az összefüggő frontot Auguste Dubail tábornok délre található I. hadseregével. Foch tábornok, aki ebben az időben Castelnau parancsnoksága alatt a XX. hadtest vezetője volt, végül rávette, hogy Nancy környékén vegyék fel a harcot a németekkel és végül sikeresen verték vissza az egymást követő támadásokat (nancyi csata, 1914. augusztus 25. – szeptember 11.). Az első világháború során Castelnau három fia is életét vesztette a harccselekményekben.
Szeptember közepén a régi, súlyos veszteségeket szenvedett II. hadsereget feloszlatták és az új II. hadsereget Amiens környékén kezdték szervezni, szintén Castelnau parancsnoksága alatt. A hadsereget négy gyarmati hadosztállyal erősítették meg és Castelnau azt a parancsot kapta, hogy nyomuljon előre és támadja meg a német jobbszárnyat. A támadás szeptember 22-én kezdődött, de a németek hamarosan erősítést küldtek a térségbe és az első pikárdiai csata során (1914. szeptember 22–26.) egyik félnek sem sikerült áttörni.
Ezután északabbra, Albert város térségébe helyeződött át a harccselekmények súlypontja, de az első albert-i csata (1914. szeptember 25–29.) és az első arrasi csata (1914. szeptember 27. – október 10.) sem hozott döntést. A csatározások során Castelnau volt a hadműveletek közvetlen parancsnoka, egészen a francia X. hadsereg megalakításáig. A „versenyfutás a tengerhez” néven ismert műveletek végül mindkét fél számára kudarccal végződtek, egyik sem tudta átkarolni a másikat és október végére a nyugati front Svájctól az Északi-tenger partvonaláig húzódott.
Ezt követően 1915. júniusában kinevezték a francia Középső Hadseregcsoport parancsnokának, egyik beosztottja továbbra is Pétain tábornok volt. A két tábornok nézetei erősen eltértek az állóháborúban alkalmazható harcászati eljárások tekintetében, és mivel Castelnau az általa kidolgozott „attaque à outrance” alapján képzelte magához akarta ragadni a kezdeményezést, belement a katasztrofális kimenetelű champagne-i csatába. Az 1915. szeptember 25. – november 6. között vívott ütközetben a franciák el tudták foglalni a német első vonalat, de a második vonal továbbra is érintetlen maradt. A franciák az egész támadás során legfeljebb pár kilométer tudtak előrenyomulni, miközben 143 567 fős veszteséget szenvedtek.

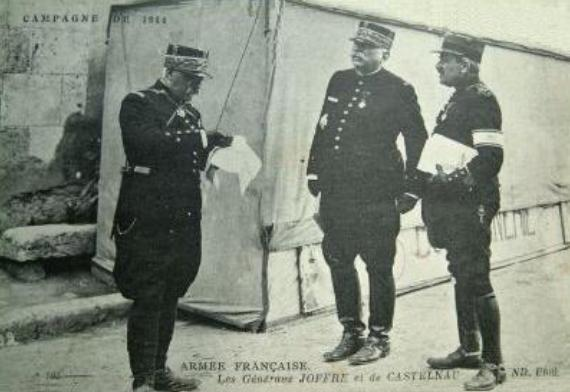
Az 1914-es felvételen Joffre francia főparancsnok és Castelnau látható.

1915. végére Castelnau ismét Joffre vezérkari főnöke lett. Első feladata az volt, hogy Thesszalonikibe utazzon és megrendszabályozza Sarrail tábornokot. 1916 januárjában a verduni csata kezdetén a francia védelem megszervezését bízták rá. Castelnau új védelmi vonalak kiépítését rendelte el a Meuse folyó partján, de elkésett: február 21-én a németek megindították támadásukat. Castelnau február 25-én teljhatalommal tért vissza a városba és többek között neki is köszönhető, hogy a francia hadvezetés elhatározta: a várost mindenáron meg kell védeni. Később abban is szerepet játszott, hogy Henri Philippe Pétain marsall vette át a francia védelem irányítását.
Miután Joffre-et 1916-ban menesztették a hadsereg éléről, és helyét Robert Nivelle vette át, Castelnau-nak is vissza kellett vonulnia az aktív szolgálattól – a februári forradalom küszöbén álló Oroszországba küldték katonai tanácsadónak. Miután Nivelle-t is menesztették és Philippe Pétain lett a francia hadsereg főparancsnoka, Castelnau-it visszahívták és a Keleti Hadseregcsoport parancsnoki tisztét kapta. 1918-ban az irányítása alatt foglalta vissza a francia hadsereg a háborúban teljesen kimerült németektől Lotaringiát.
Castelnau a háború alatt felismerte, hogy a lövészárok-háborút a korabeli eszközökkel és fegyverekkel nem lehet sikeresen megvívni, nem lehet a kezdeményezést visszaszerezni, miután megmerevedtek a frontok. Állítólag így sóhajtott fel: „Ó, Napóleon, Napóleon. Ha most itt lenne velünk, valamit biztos kitalált volna.”

## A háború után
A háború után politikai pályára lépett, 1919 és 1924 között a francia képviselőház tagja volt. Bár visszavonulása után 1944-ig élt, sosem írta meg emlékiratait és az utókor Joffre és Foch ellenséges véleménye alapján emlékezik rá. Joffre például azzal vádolta, hogy defetista viselkedést tanúsított, és hogy miatta nem sikerült a háború elején a németek háta mögé kerülni.